# Georges Kouadio
 (juillet 2016).
Si vous disposez d'ouvrages ou d'articles de référence ou si vous connaissez des sites web de qualité traitant du thème abordé ici, merci de compléter l'article en donnant les références utiles à sa vérifiabilité et en les liant à la section « Notes et références ».
Georges Kouadio est un entraîneur de football ivoirien.

## Carrière
Entraîneur adjoint de l'équipe nationale de Côte d'Ivoire aux côtés de Lama Bamba en 2001, il devient entraîneur de l’équipe de football de Côte d'Ivoire locale, avec laquelle il remporte le trophée de l’intégration de l’UEMOA à Bamako en 2008, face aux Aigles du Mali en finale. L'année suivante, le départ de plusieurs joueurs ivoiriens pour l'étranger avant le Championnat d'Afrique des nations de football 2009 (CHAN) empêche cette même sélection de connaître le succès.
Georges Kouadio est ensuite le 2e entraîneur adjoint de l'équipe nationale de Côte d'Ivoire aux côtés de Vahid Halilhodžić et Bruno Baronchelli. À la suite du limogeage de l'entraîneur bosniaque, il devient sélectionneur intérimaire des « Éléphants  » en mars 2010, avec l'espoir de tenir le poste pour la Coupe du monde de football de 2010 avec son pays. Le célèbre entraîneur suédois Sven-Göran Eriksson lui est finalement préféré.